# Geografía de la Ciudad del Vaticano
La Ciudad del Vaticano (en italiano: Stato della Città del Vaticano) es un estado de Europa meridional, enclavado en Italia, al oeste de la ciudad de Roma, en la margen derecha del Tíber. Su geografía es única debido a su enclavamiento, y es el país soberano más pequeño del mundo. El dominio temporal del papa comprende la basílica y plaza de San Pedro, el palacio y los jardines vaticanos, la Cancillería y otros edificios anejos. Fuera del recinto vaticano, trece edificios en Roma y el Palacio de Castel Gandolfo (residencia estival del papa) disfrutan de derechos extraterritoriales, entre ellos: las basílicas de Santa María la Mayor, San Pablo Extramuros y San Juan de Letrán, el Santo Oficio, el Palacio de las Congregaciones (San Calixto) y la Curia General Jesuita.

## Geografía física

### Relieve
Este país de 0,49 km² es íntegramente urbano, ubicándose en una colina baja. La colina se ha llamado colina Vaticana (en latín, Mons Vaticanus) desde mucho tiempo antes de que existiera el cristianismo. Se sospecha que el nombre tiene un origen etrusco. 
Ninguna parte del complejo vaticano está cubierto por agua, aunque el río Tíber queda justo a las afueras de su frontera al este. Es un estado sin litoral que comparte una frontera internacional de 4 km con Italia. La mayor parte de su frontera está tradicionalmente reforzada con un muro de piedra, incluyendo la muralla leonina en los lados occidental y meridional.

### Clima

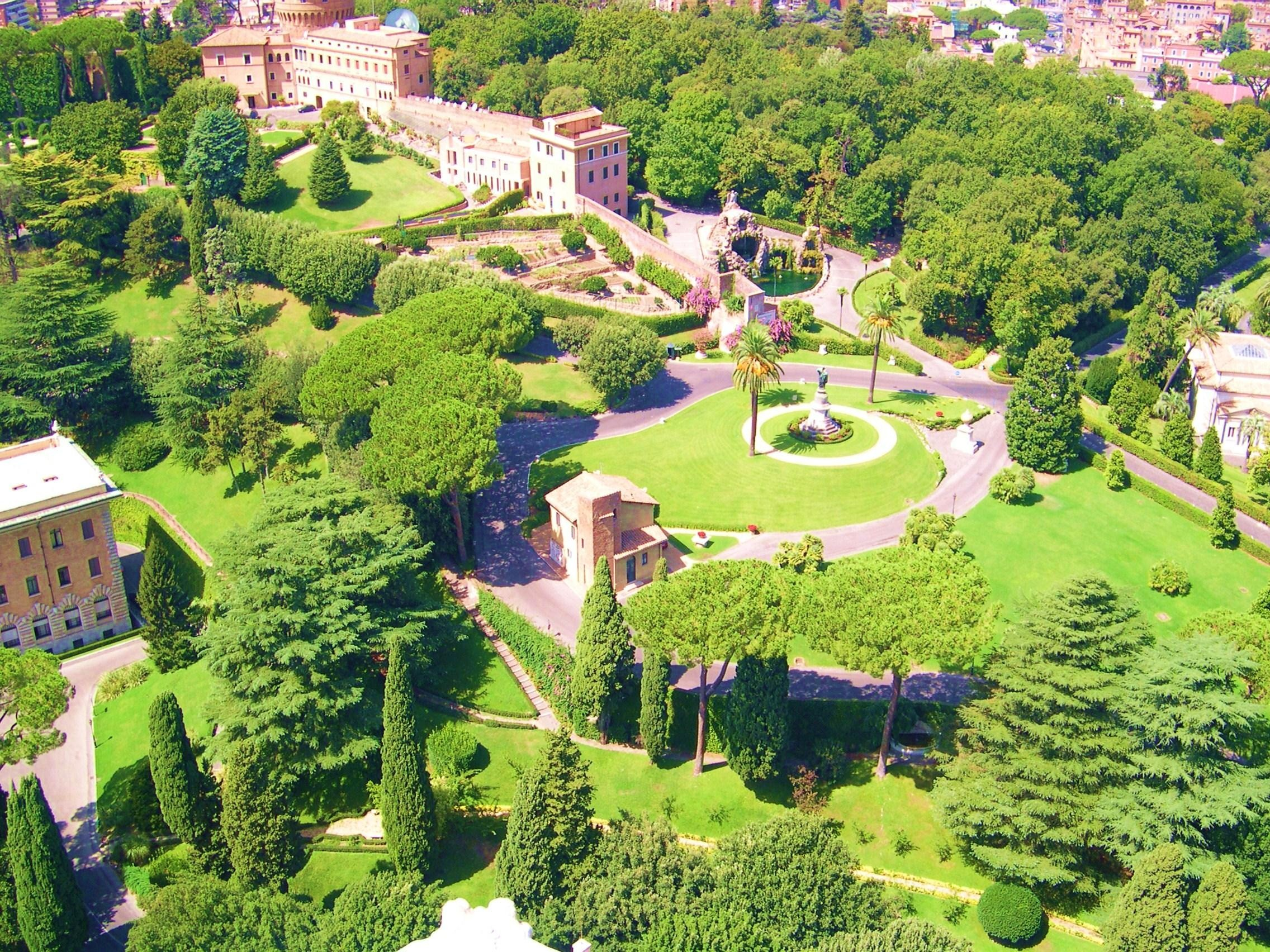
Una vista de los jardines de la Ciudad del Vaticano.

Esta ciudad estado tiene el mismo clima que Roma: un clima templado, con inviernos suaves y lluviosos (de septiembre a mayo) y veranos cálidos y secos (de mayo a septiembre). Los datos estadísticos referentes a las temperaturas y precipitaciones de la Ciudad del Vaticano son los siguientes:
| Parámetros climáticos promedio de la Ciudad del Vaticano | Parámetros climáticos promedio de la Ciudad del Vaticano | Parámetros climáticos promedio de la Ciudad del Vaticano | Parámetros climáticos promedio de la Ciudad del Vaticano | Parámetros climáticos promedio de la Ciudad del Vaticano | Parámetros climáticos promedio de la Ciudad del Vaticano | Parámetros climáticos promedio de la Ciudad del Vaticano | Parámetros climáticos promedio de la Ciudad del Vaticano | Parámetros climáticos promedio de la Ciudad del Vaticano | Parámetros climáticos promedio de la Ciudad del Vaticano | Parámetros climáticos promedio de la Ciudad del Vaticano | Parámetros climáticos promedio de la Ciudad del Vaticano | Parámetros climáticos promedio de la Ciudad del Vaticano | Parámetros climáticos promedio de la Ciudad del Vaticano |
| Mes                                                      | Ene.                                                     | Feb.                                                     | Mar.                                                     | Abr.                                                     | May.                                                     | Jun.                                                     | Jul.                                                     | Ago.                                                     | Sep.                                                     | Oct.                                                     | Nov.                                                     | Dic.                                                     | Anual                                                    |
| -------------------------------------------------------- | -------------------------------------------------------- | -------------------------------------------------------- | -------------------------------------------------------- | -------------------------------------------------------- | -------------------------------------------------------- | -------------------------------------------------------- | -------------------------------------------------------- | -------------------------------------------------------- | -------------------------------------------------------- | -------------------------------------------------------- | -------------------------------------------------------- | -------------------------------------------------------- | -------------------------------------------------------- |
| Temp. máx. media (°C)                                    | 13                                                       | 14                                                       | 16                                                       | 18                                                       | 23                                                       | 26                                                       | 29                                                       | 30                                                       | 26                                                       | 22                                                       | 17                                                       | 14                                                       | 20.7                                                     |
| Temp. mín. media (°C)                                    | 4                                                        | 4                                                        | 6                                                        | 8                                                        | 12                                                       | 16                                                       | 18                                                       | 19                                                       | 16                                                       | 13                                                       | 9                                                        | 6                                                        | 10.9                                                     |
| Precipitación total (mm)                                 | 37.8                                                     | 37.3                                                     | 32.3                                                     | 51.9                                                     | 26.7                                                     | 17.4                                                     | 11.7                                                     | 13.8                                                     | 41.1                                                     | 88.7                                                     | 62.5                                                     | 55.6                                                     | 476.8                                                    |
| [cita requerida]                                         |                                                          |                                                          |                                                          |                                                          |                                                          |                                                          |                                                          |                                                          |                                                          |                                                          |                                                          |                                                          |                                                          |

### Puntos extremos
Esta es una lista de los puntos extremos de la Ciudad del Vaticano: los puntos que quedan más al norte, sur, este y oeste que ninguna otra parte.
- Norte: en la intersección del Viale Vaticano y la Via Leone IV (41°54′26.74″N 12°27′19.46″E / 41.9074278, 12.4554056)
- Sur: en la intersección de la Via della Stazione Vaticana y la Via di Porta Cavalleggeri (41°54′00.78″N 12°27′16.14″E / 41.9002167, 12.4544833)
- Oeste: en la intersección del Viale Vaticano y la Via Aurelia (41°54′07.08″N 12°26′44.62″E / 41.9019667, 12.4457278)
- Este: extremo más oriental de la Plaza de San Pedro (41°54′08.16″N 12°27′30.01″E / 41.9022667, 12.4583361)

### Medio ambiente
En julio de 2007, el Vaticano aceptó una oferta que haría de él el primer estado neutral en emisiones de gas de efecto invernadero, debido a la donación del bosque de clima Vaticano en Hungría. El bosque pretende que compense las emisiones de dióxido de carbono del año.

## Demografía
La población de la Ciudad del Vaticano es de 826 habitantes (estimación julio de 2009), lo que da una altísima densidad de más de 1800 habitantes por kilómetro cuadrado, el 100 % de la población es urbana. Se trata de personas que viven en el Vaticano por motivos profesionales, cardenales residentes en Roma y parientes de los mismos.

En cuanto a los grupos étnicos, hay italianos, suizos y otros.

Los idiomas más hablados son el italiano y el latín, aunque se hablan otros como el francés y el español.

La totalidad de la población es de religión católica.

## Geografía económica
Carece de recursos naturales, y no tiene riesgos naturales conocidos.
En cuanto al uso de la tierra, el 100% es área urbana (2005), por lo que nada de la tierra se reserva para agricultura significativa u otra forma de explotación de recursos naturales. La ciudad estado muestra un impresionante grado de economía de tierra, nacida de la necesidad debido a su territorio extremadamente limitado. Así, el desarrollo urbano como los edificios está optimizado para ocupar menos del 50% de toda la superficie, mientras que el resto se reserva para espacio abierto, incluyendo los jardines vaticanos. El territorio tiene diversas estructuras que ayudan a proporcionar autonomía para el estado soberano, incluyendo ferrocarril, helipuerto, oficina de correos, estación de radio, barracones militares, palacios y oficinas del gobierno, instituciones de educación superior, centros culturales o de arte, un periódico oficial (L'Osservatore Romano) y algunas embajadas.